# Ii
Cet article possède un paronyme, voir Il.
Pour les articles homonymes, voir II et Ijo.
Ii (Ijo en suédois) est une municipalité du nord-ouest de la Finlande, dans la région d'Ostrobotnie du Nord.
Son nom curieux (le double i se prononçant de manière allongée /iː/ en finnois) viendrait du mot lapon idja, signifiant endroit où on passe la nuit.

## Géographie

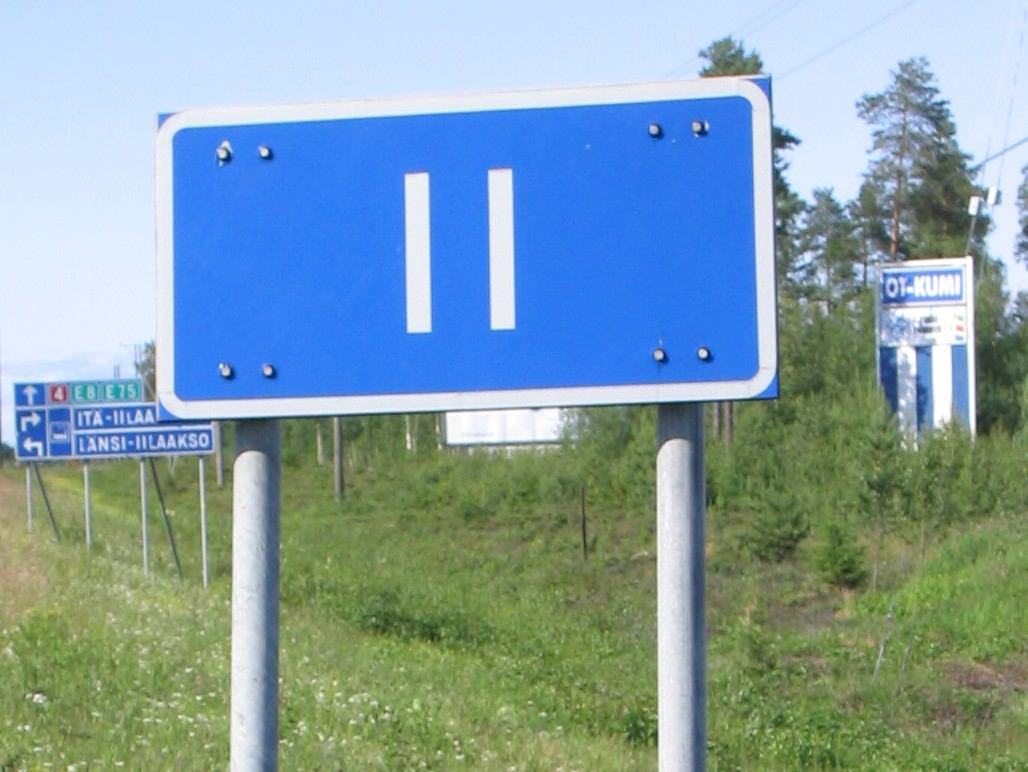
Entrée de la ville.

La commune marque l'embouchure du fleuve Iijoki, un des principaux cours d'eau du pays. La commune borde le golfe de Botnie en une côte basse et sablonneuse, avec de nombreux bancs de sable et îles basses au large. L'intérieur est largement forestier et marécageux.
Sa position privilégiée au fond du Golfe de Botnie a été la raison de son développement précoce, dès le XIVe siècle. Elle est alors une importante ville marchande, mais elle perdra ce statut au XVIIe siècle face à la concurrence d'Oulu nouvellement fondée un peu plus au sud. Elle s'industrialise dès la fin du XVIIIe siècle, d'abord dans la verrerie puis dans le travail du bois.
Traversée par la route nationale 4 (E75), elle fait actuellement partie de la grande banlieue d'Oulu (35 km de centre à centre) et voit depuis quelques années sa population croître de nouveau. Au 1er janvier 2007, la municipalité de Kuivaniemi lui a été rattachée, formant, toujours sous le nom de Ii, une commune de 1 550 km2 et 9 000 habitants.
Outre Kuivaniemi au nord, les communes voisines sont Yli-Ii à l'est et Haukipudas au sud.

### Archipel d'Ii
Les iles principales d'Ii sont: Halttulanmatala, Hietakalla (Hiastinlahti), Hietakalla (Myllykankaan edustalla), Hylkikalla, Iin Röyttä, Iso-Paskaletto, Jussinmatala, Isokivenletto, Karhu, Koivuluodonmatala, Kokkosaari, Kraasukanletto, Kraasukka, Krassinletto, Kriisi, Kriisin Ymmyrkäinen, Kuivamatala, Liippa, Maakrunni, Onsajanmatala, Pallonen, Pensaskari, Paska-Kraasukka, Pikku-Paskaletto, Pohjanletto, Pommeri, Rakka-Penno, Rintamatala, Ristikari, Rontti, Ryöskärinkalla, Samulinmatala, Santapankki, Satakari, Selkäletto (avomerellä), Selkäletto (Praavan edustalla), Selkäletto (Seljänlahdella), Tangonsaari, Tasasenletto, Ulko-Kaapri, Ulko-Klaama, Ulkokrunni, Ulko-Pallonen.

### Lacs et rivières

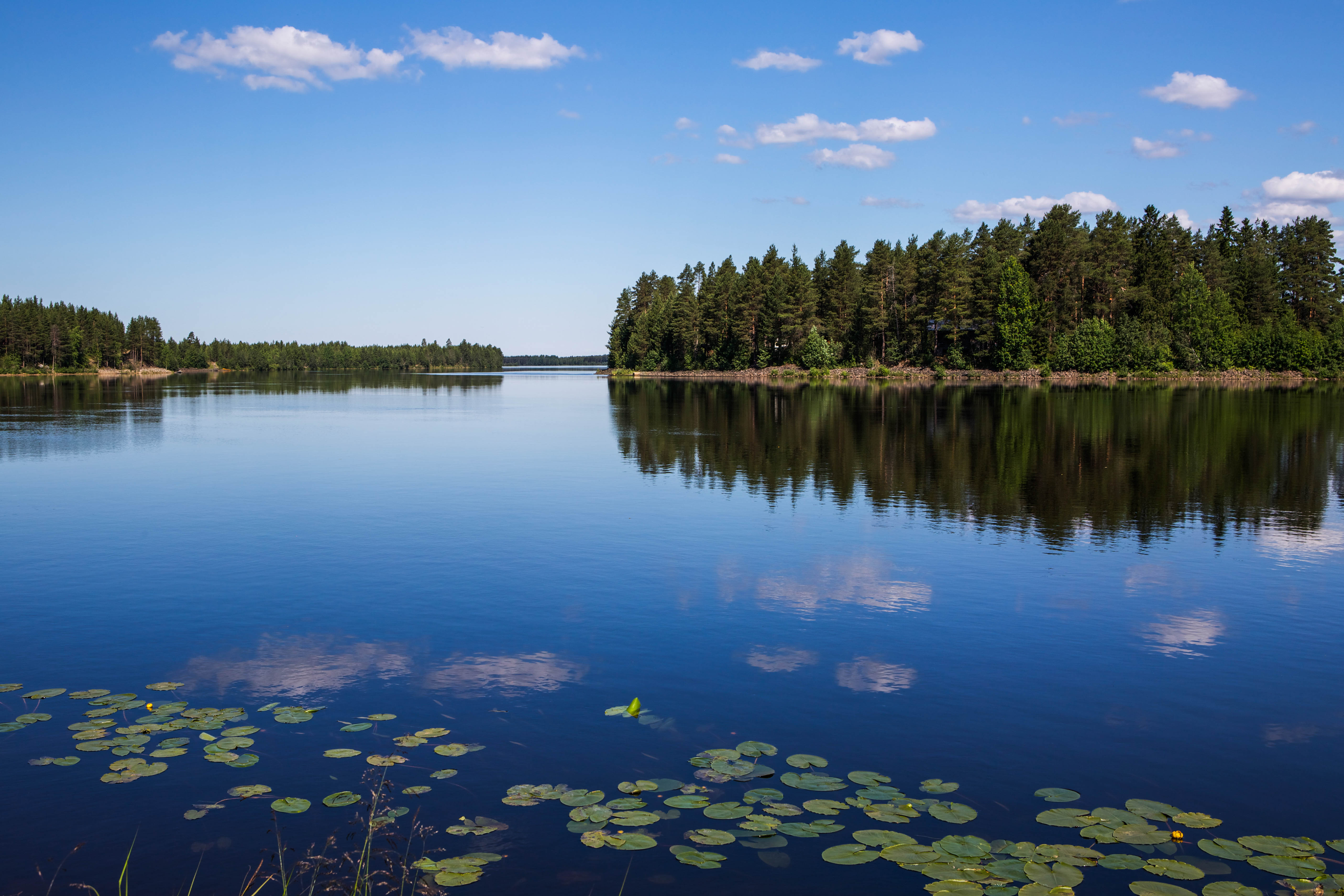
Le fleuve Iijoki à Yli-Ii.

Le fleuve Iijoki, qui traverse la municipalité, est l'un des plus grands fleuves d'Ostrobotnie du Nord.
Son bassin est d'environ 14 400 km2.
Le fleuve prend sa source dans les hautes terres de Kuusamo et se jette dans le golfe de Botnie au nord d'Hamina.
Parmi les nombreux rapides du fleuve, le Raasakkakoski (fi) a été exploité pour la production d'électricité dans les années 1970.
D'autres rivières notables sont les rivières Olhavanjoki, Muhojoki, Kuivajoki et Kivijoki.
Le plus grand lac est l'Oijärvi.

## Démographie
Depuis 1980, l'évolution démographique d'Ii est la suivante, :
| Année      | 1980  | 1985  | 1990  | 1995  | 2000  | 2005  | 2010  |
| ---------- | ----- | ----- | ----- | ----- | ----- | ----- | ----- |
| population | 7 651 | 7 925 | 8 246 | 8 540 | 8 439 | 8 868 | 9 382 |

| Année      | 2015  | 2020  |
| ---------- | ----- | ----- |
| population | 9 646 | 9 834 |

## Transports
La municipalite d'Ii est traversée par la valtatie 4, la seututie 851 et la seututie 855.
La ligne Oulu–Tornio traverse la commune, mais les trains de voyageurs ne s'arrêtent plus à Ii ou Kuivaniemi.

## Politique et administration

### Conseil municipal
Les sièges des 21 conseillers municipaux sont répartis comme suit:
| Parti                            | Parti                              | Sièges 2021–2025 |
| -------------------------------- | ---------------------------------- | ---------------- |
|                                  | Parti social-démocrate de Finlande | 2                |
|                                  | Vrais Finlandais                   | 3                |
|                                  | Parti de la Coalition nationale    | 4                |
|                                  | Parti du centre                    | 14               |
|                                  | Ligue verte                        | 2                |
|                                  | Alliance de gauche                 | 6                |
| Sources : tulospalvelu.vaalit.fi |                                    |                  |

### Subdivisions administratives
Les villages d'Ii sont les suivants:
- Alaranta
- Asemankylä
- Halttula
- Iin Hamina
- Illinsaari
- Jakkukylä
- Jokikylä
- Koni
- Kuivaniemi
- Laitakari
- Luola-aava
- Meriläisenperä
- Myllykangas
- Nyby
- Oijärvi
- Ojakylä[6]
- Olhava
- Paasonperä
- Pohjois-Ii
- Sorosenperä
- Vatunki
- Vuornos
- Väli-Olhava
- Yli-Olhava
- Yliranta
- Pahkakoski[7]

## Économie

### Principales entreprises
En 2021, les principales entreprises de Ii par chiffre d'affaires sont :
| Société                   | C.A.  |
| ------------------------- | ----- |
| PVO-Vesivoima Oy siège    | 24 M€ |
| Rakennusliike Häyrynen Oy | 7 M€  |
| Fin Door Oy               | 7 M€  |
| Iin Energia Oy            | 6 M€  |
| OT-Kumi Oy                | 5 M€  |
| Iin Metsätyö Oy           | 4 M€  |
| IKP Service               | 4 M€  |
| V.A.V. Group Oy           | 4 M€  |
| IKP Service Oy            | 4 M€  |
| Neste Ii Kauppatie        | 3 M€  |

### Employeurs
En 2021, ses plus importants employeurs sont:
| Employeur                 | Employés |
| ------------------------- | -------- |
| Fin Door Oy 40            |          |
| Rakennusliike Häyrynen Oy | 37       |
| Iin Metsätyö Oy           | 36       |
| Alina Ii-Pudasjärvi       | 36       |
| JBE Service Oy            | 33       |
| IKP Service               | 22       |
| OT-Kumi Oy                | 20       |
| V.A.V. Group Oy           | 17       |
| Metsä Hyvönen Oy          | 15       |
| Oulunkaaren Työterveys Oy | 15       |

## Personnalités liées à Ii
- Juhamatti Aaltonen, joueur de hockey
- Arvi Ahmavaara, député
- Pekka Ahmavaara, député
- Liisa Hyssälä, femme politique
- Hannu Järvenpää, joueur de hockey

## Galerie

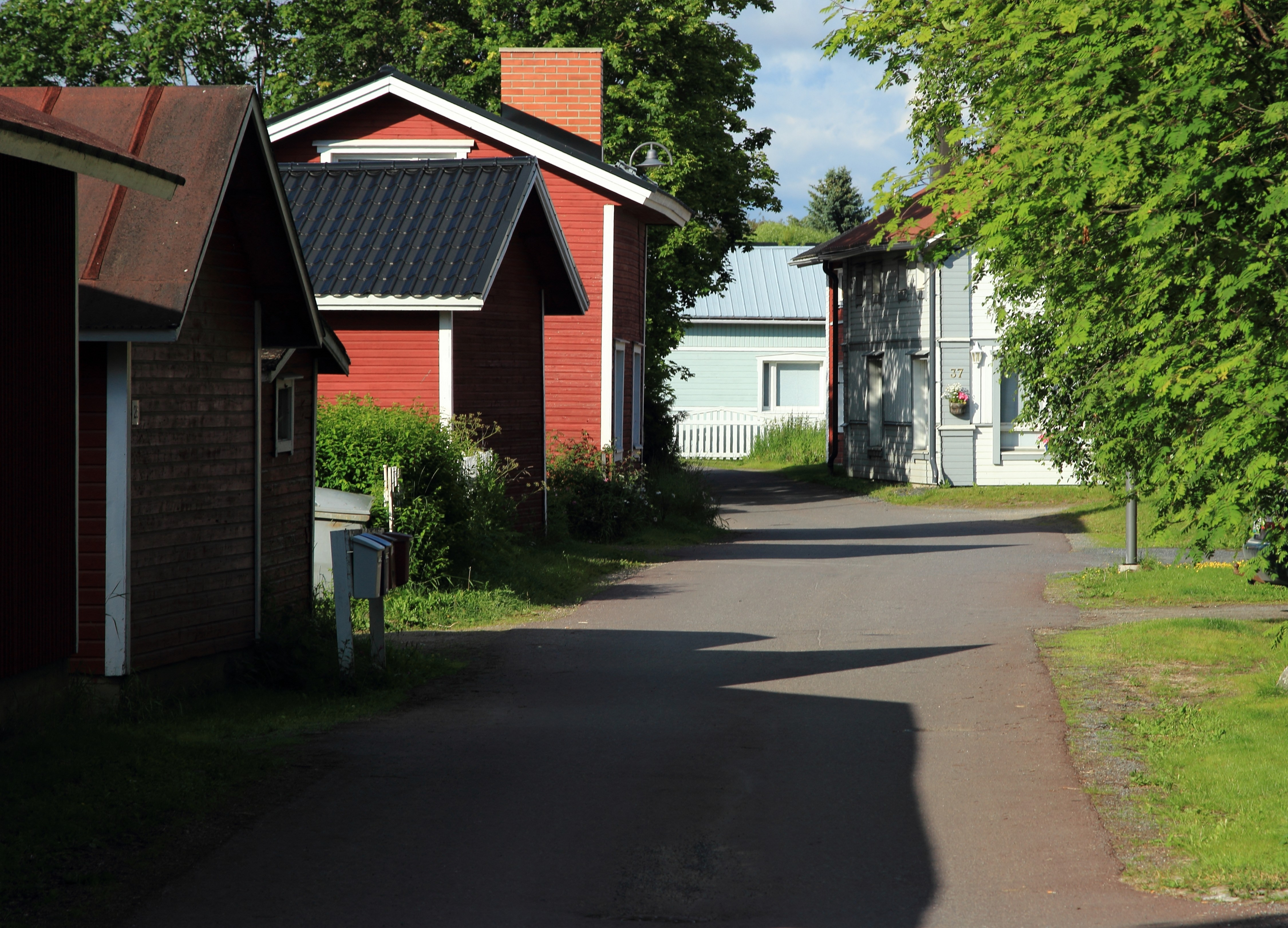
Hamina.
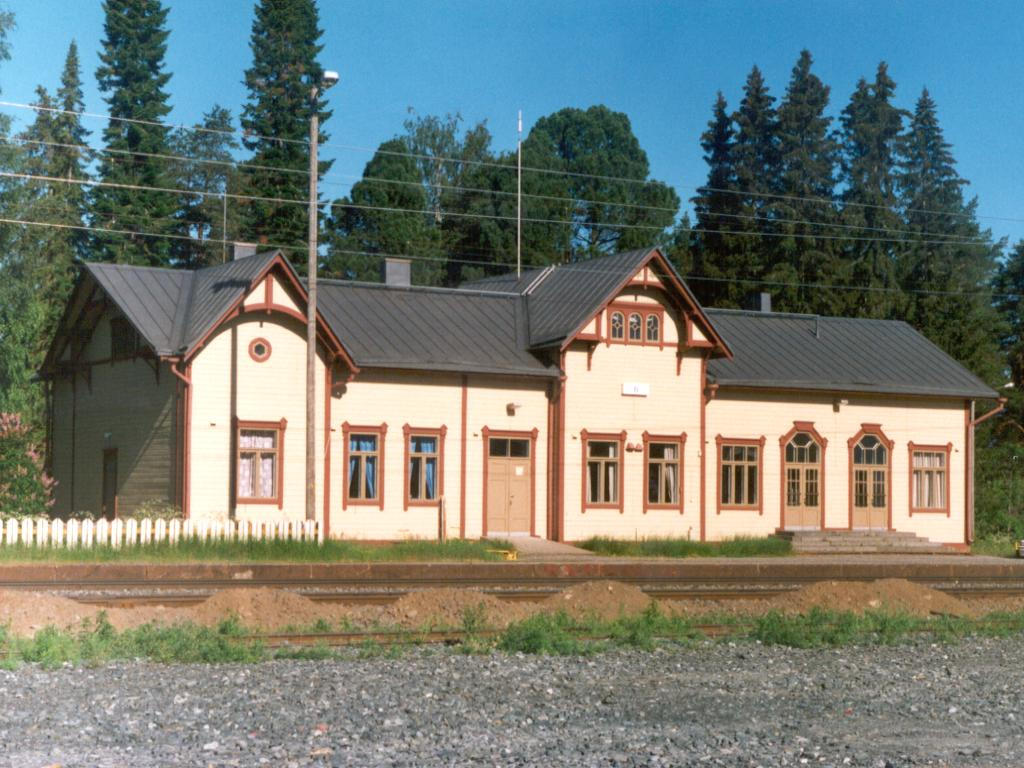
Gare d'Ii.
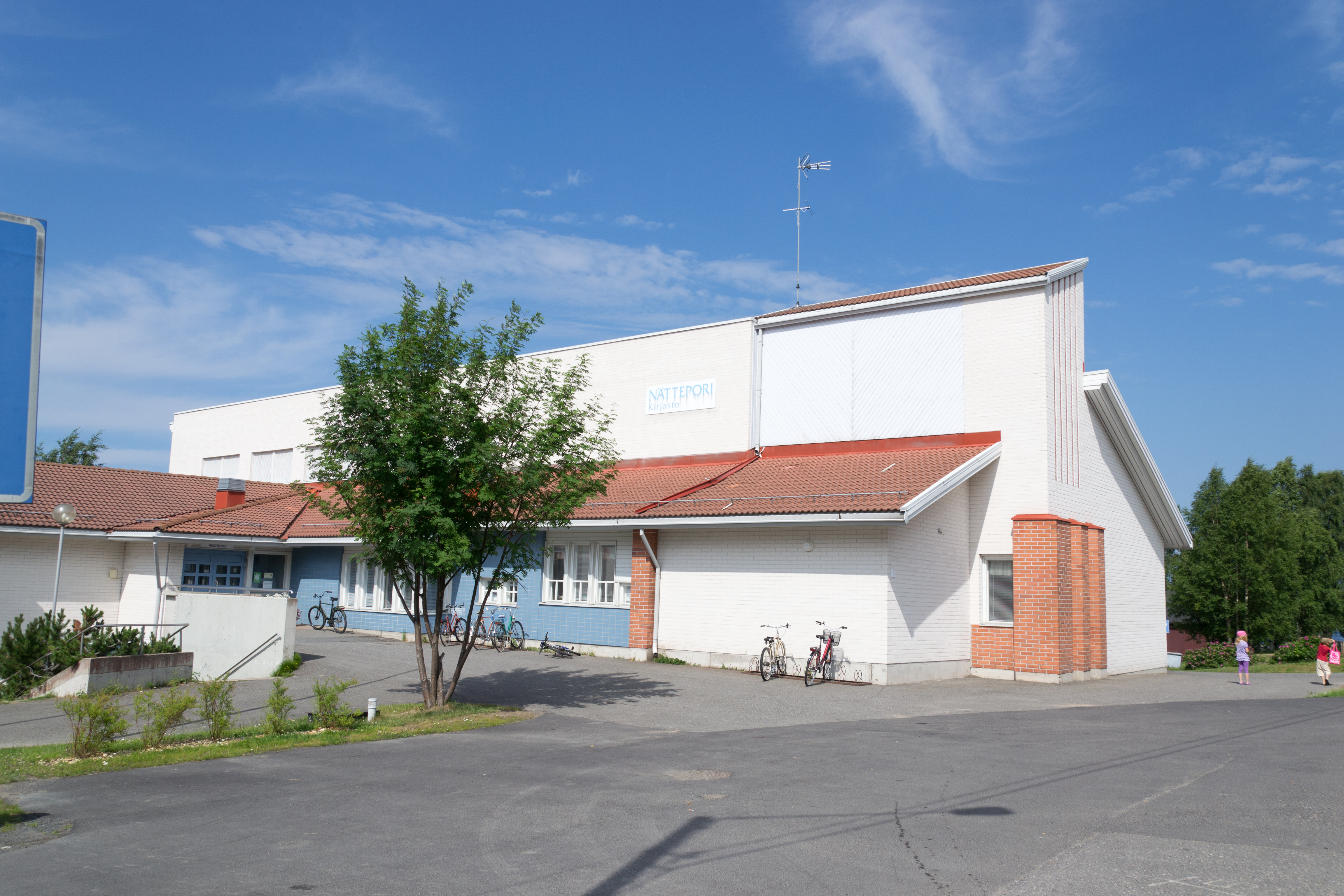
Bibliothèque d'Ii.
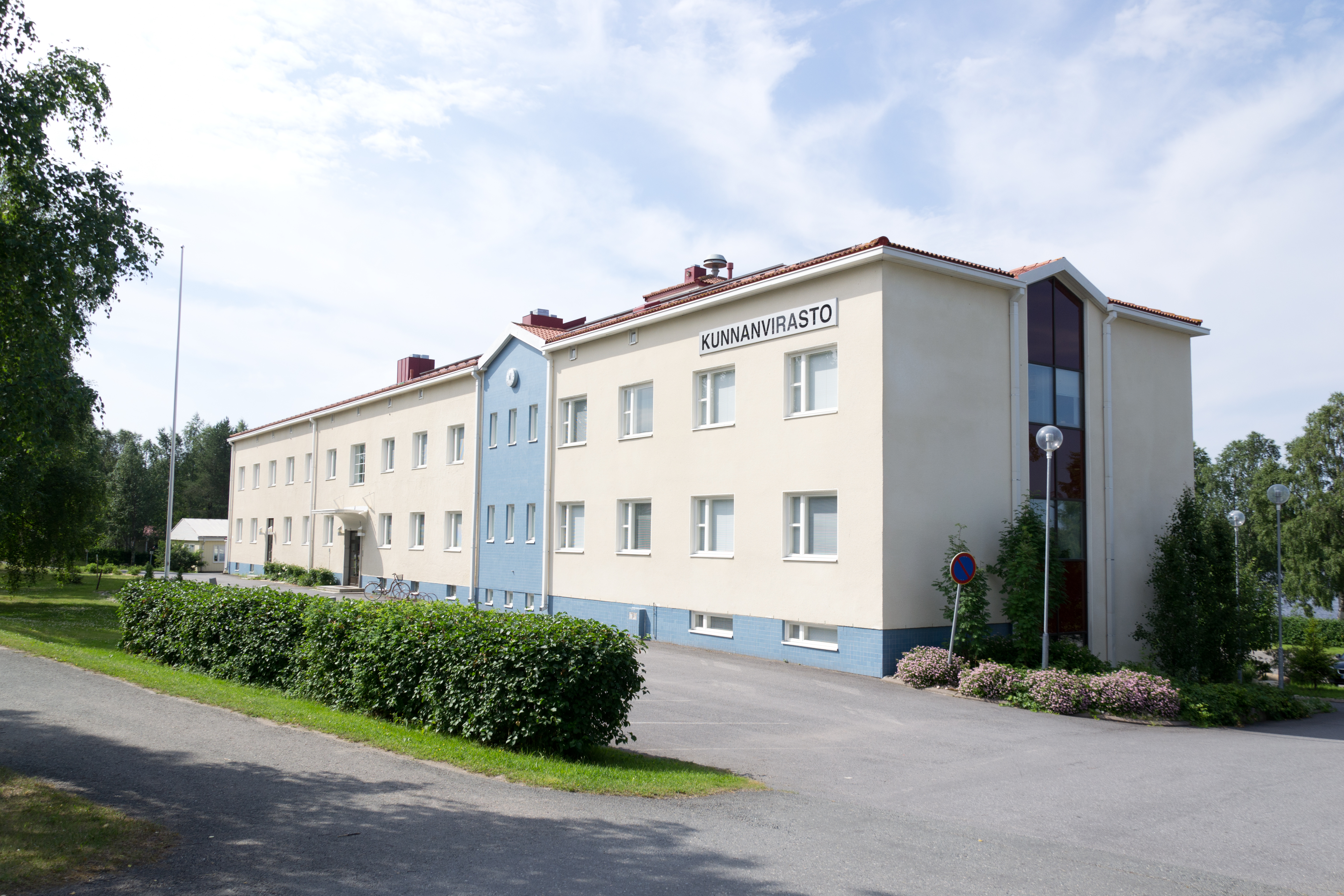
Mairie d'Ii.

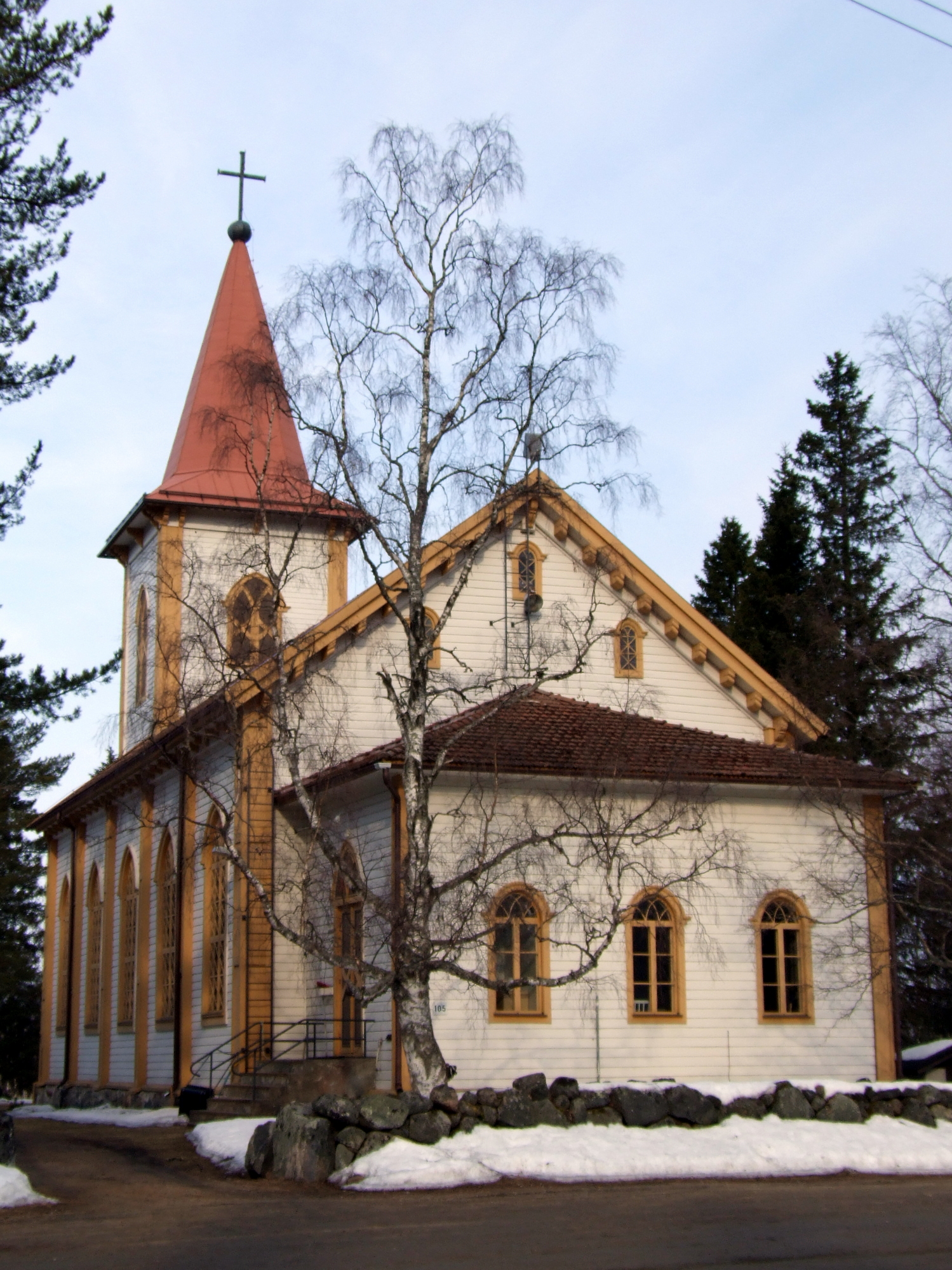
Église de Kuivaniemi.
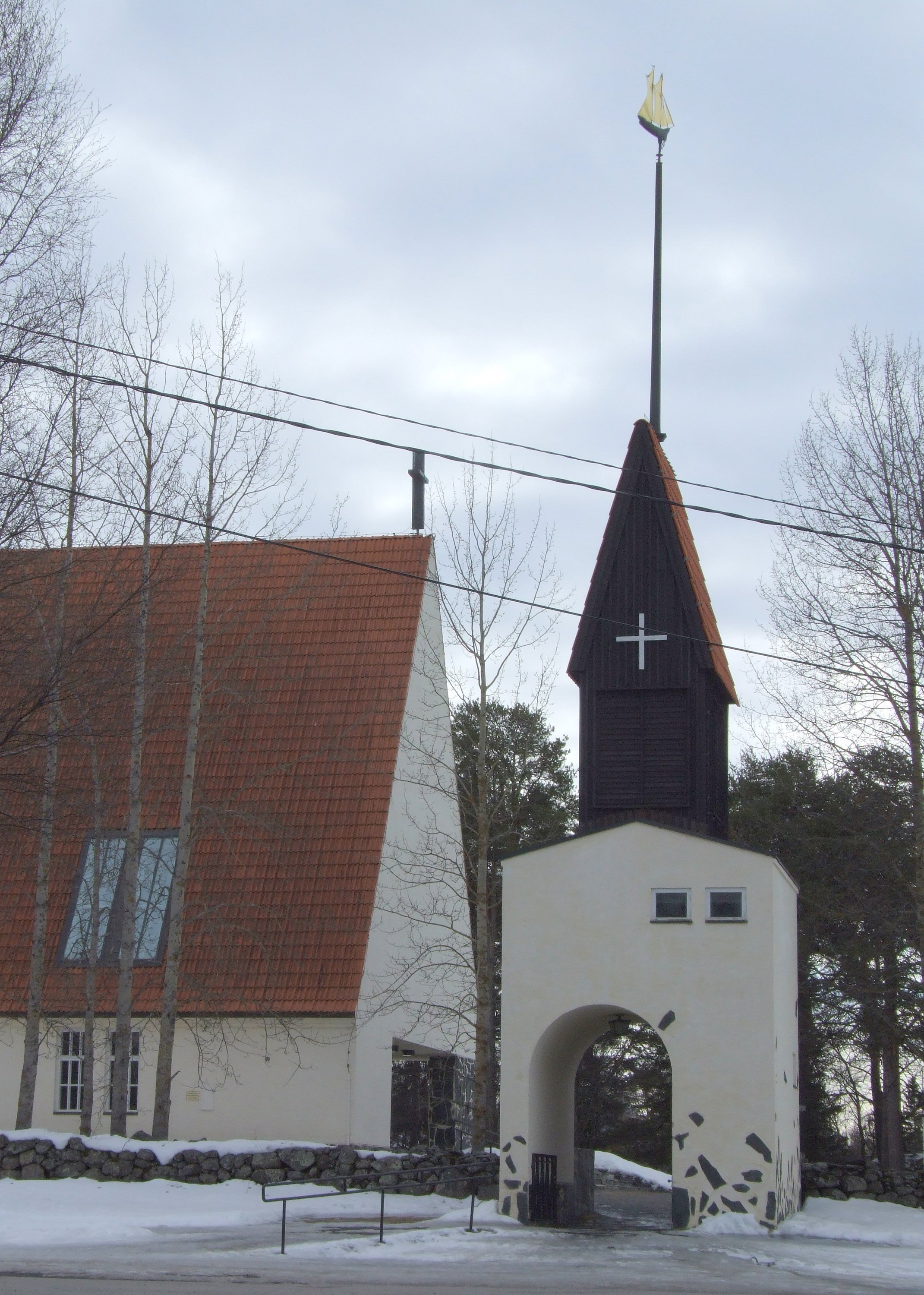
Église d'Ii.